# Caudiès-de-Conflent
Caudiès-de-Conflent  (en catalan Caudiers de Conflent ou Calders de Conflent) est une commune française située dans l'ouest du département des Pyrénées-Orientales, en région Occitanie. Sur le plan historique et culturel, la commune est dans le pays de Conflent, correspondant à l'ensemble des vallées pyrénéennes qui « confluent » avec le lit creusé par la Têt entre Mont-Louis et Rodès.
Exposée à un climat de montagne, elle est drainée par la rivière de Caudiès et par un autre cours d'eau. Incluse dans le parc naturel régional des Pyrénées catalanes, la commune possède un patrimoine naturel remarquable : deux sites Natura 2000 (le « massif du Madres-Coronat » et le « massif de Madres-Coronat ») et une zone naturelle d'intérêt écologique, faunistique et floristique.
Caudiès-de-Conflent est une commune rurale qui compte 21 habitants en 2022, après avoir connu un pic de population de 207 habitants en 1876. Ses habitants sont appelés les Caudiésais ou  Caudiésaises.

## Géographie

### Localisation
La commune de Caudiès-de-Conflent se trouve dans le département des Pyrénées-Orientales, en région Occitanie.
Elle se situe à 62 km à vol d'oiseau de Perpignan, préfecture du département, et à 22 km de Prades, sous-préfecture.
Les communes les plus proches sont : 
Ayguatébia-Talau (2,0 km), Railleu (2,7 km), Sansa (4,0 km), Matemale (4,1 km), La Llagonne (5,6 km), Sauto (6,1 km), Fontpédrouse (6,4 km), Thuès-Entre-Valls (7,0 km).
Sur le plan historique et culturel, Caudiès-de-Conflent fait partie de la région de Conflent, héritière de l'ancien comté de Conflent et de la viguerie de Conflent. Ce pays correspond à l'ensemble des vallées pyrénéennes qui « confluent » avec le lit creusé par la Têt entre Mont-Louis, porte de la Cerdagne, et Rodès, aux abords de la plaine du Roussillon.

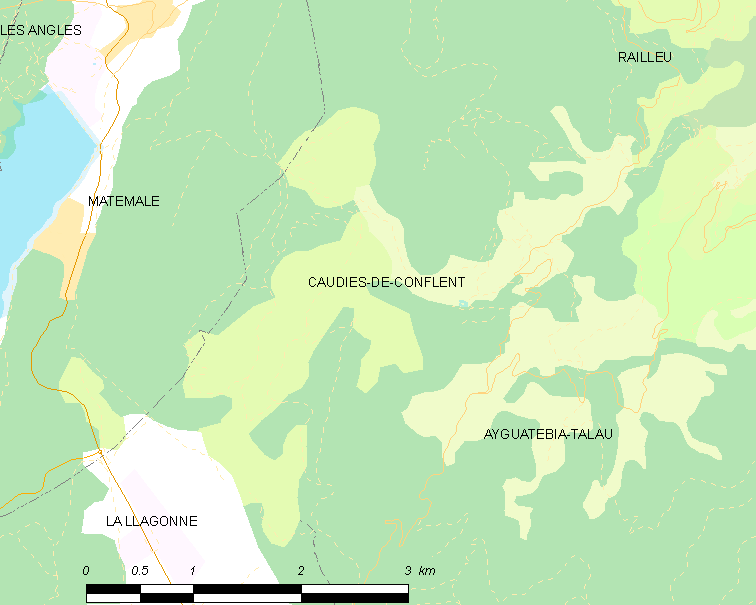
Situation de la commune.

|          | Railleu             |                  |
| Matemale | Caudiès-de-Conflent | Ayguatébia-Talau |
|          | La Llagonne         |                  |

### Géologie et relief
La commune est classée en zone de sismicité 4, correspondant à une sismicité moyenne.

### Climat
Pour des articles plus généraux, voir Climat de l'Occitanie et Climat des Pyrénées-Orientales.
En 2010, le climat de la commune est de type climat des marges montargnardes, selon une étude du CNRS s'appuyant sur une série de données couvrant la période 1971-2000. En 2020, Météo-France publie une typologie des climats de la France métropolitaine dans laquelle la commune est exposée à un climat de montagne ou de marges de montagne et est dans la région climatique Pyrénées orientales, caractérisée par une faible pluviométrie, un très bon ensoleillement (2 600 h/an), un air sec, particulièrement en hiver et peu de brouillards.
Pour la période 1971-2000, la température annuelle moyenne est de 7,1 °C, avec une amplitude thermique annuelle de 14,6 °C. Le cumul annuel moyen de précipitations est de 811 mm, avec 7,1 jours de précipitations en janvier et 6,3 jours en juillet. Pour la période 1991-2020, la température moyenne annuelle observée sur la station météorologique la plus proche, située sur la commune de Formiguères à 7 km à vol d'oiseau, est de 7,6 °C et le cumul annuel moyen de précipitations est de 737,3 mm,. Pour l'avenir, les paramètres climatiques de la commune estimés pour 2050 selon différents scénarios d’émission de gaz à effet de serre sont consultables sur un site dédié publié par Météo-France en novembre 2022.

### Milieux naturels et biodiversité

#### Espaces protégés
La protection réglementaire est le mode d’intervention le plus fort pour préserver des espaces naturels remarquables et leur biodiversité associée,.
Dans ce cadre, la commune fait partie.
Un  espace protégé est présent sur la commune : 
le parc naturel régional des Pyrénées catalanes, créé en 2004 et d'une superficie de 139 062 ha, qui s'étend sur 66 communes du département. Ce territoire s'étage des fonds maraîchers et fruitiers des vallées de basse altitude aux plus hauts sommets des Pyrénées-Orientales en passant par les grands massifs de garrigue et de forêt méditerranéenne,.

#### Réseau Natura 2000

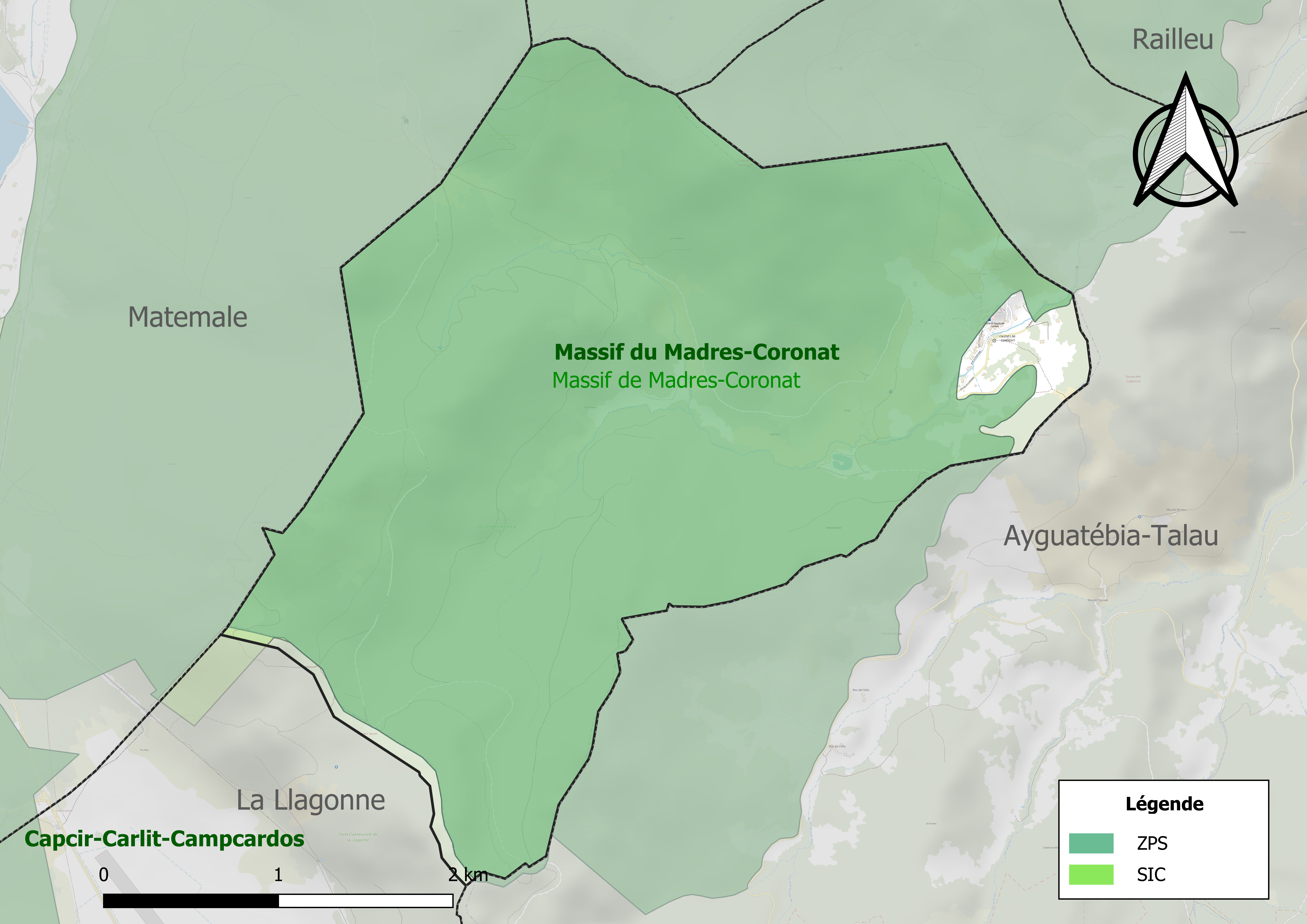
Site Natura 2000 sur le territoire communal.

Le réseau Natura 2000 est un réseau écologique européen de sites naturels d'intérêt écologique élaboré à partir des directives habitats et oiseaux, constitué de zones spéciales de conservation (ZSC) et de zones de protection spéciale (ZPS).
Un site Natura 2000 a été défini sur la commune au titre de la directive habitats.
- le « massif de Madres-Coronat », d'une superficie de 21 363 ha, offre une multitude de faciès de végétation avec aussi bien des garrigues supra-méditerranéennes, des pinèdes à Pin sylvestre ou à Pin à crochet, que des hêtraies pures ou des hêtraies-sapinières, des landes à Genêt purgatif ou à Rhododendron, ou encore des pelouses alpines[20] et  au titre de la directive oiseaux[19]
- le « massif du Madres-Coronat », d'une superficie de 21 396 ha, présente un fort intérêt écologique pour 17 espèces inscrites à l'annexe I de la directive oiseaux, dont le Gypaète barbu[21].

#### Zones naturelles d'intérêt écologique, faunistique et floristique

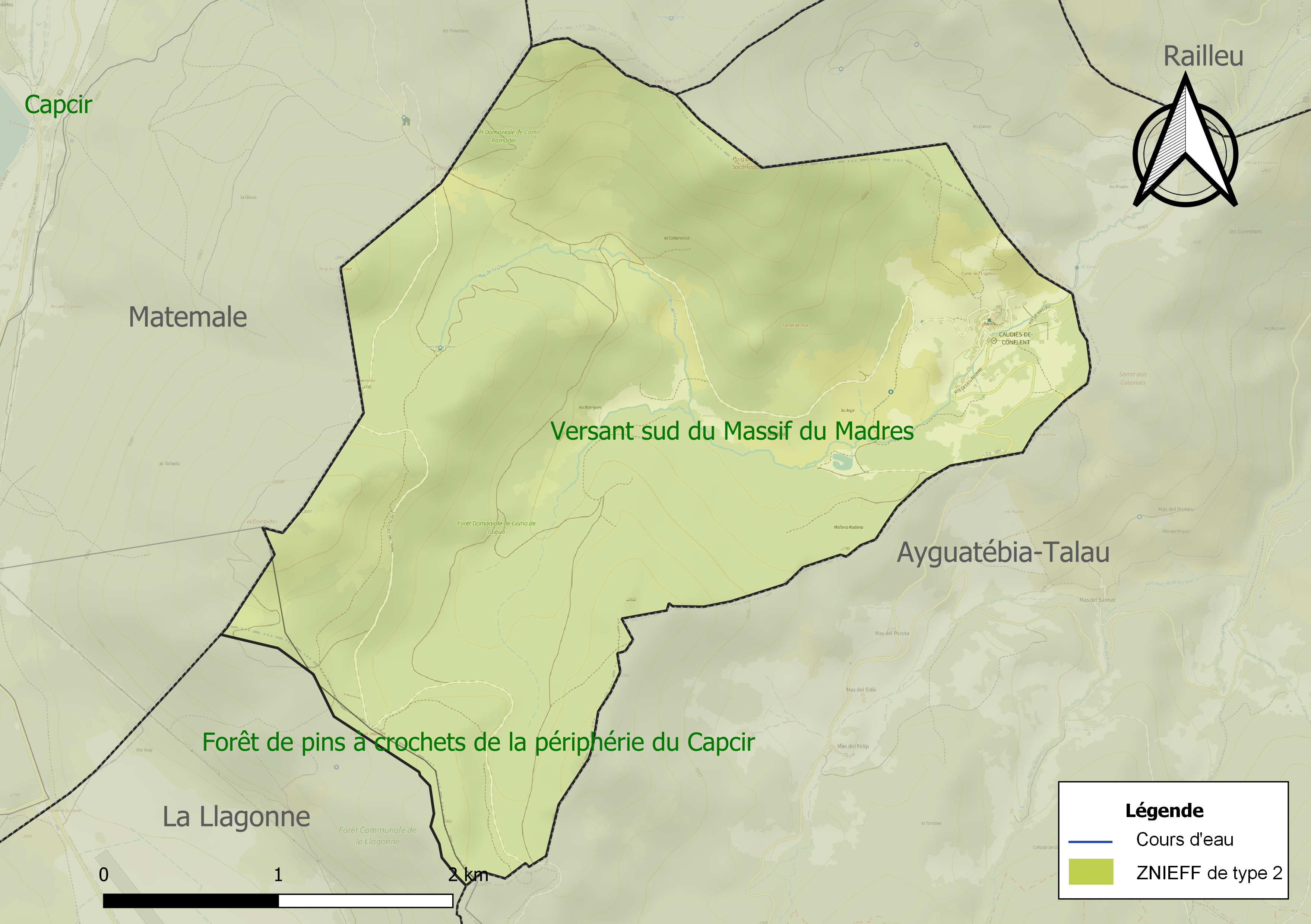
Carte de la ZNIEFF de type 2 localisée sur la commune.

L’inventaire des zones naturelles d'intérêt écologique, faunistique et floristique (ZNIEFF) a pour objectif de réaliser une couverture des zones les plus intéressantes sur le plan écologique, essentiellement dans la perspective d’améliorer la connaissance du patrimoine naturel national et de fournir aux différents décideurs un outil d’aide à la prise en compte de l’environnement dans l’aménagement du territoire.
Une ZNIEFF de type 2 est recensée sur la commune :
le « versant sud du massif du Madres » (27 267 ha), couvrant 27 communes du département.

## Urbanisme

### Typologie
Au 1er janvier 2024, Caudiès-de-Conflent est catégorisée commune rurale à habitat très dispersé, selon la nouvelle grille communale de densité à sept niveaux définie par l'Insee en 2022.
Elle est située hors unité urbaine et hors attraction des villes,.

### Occupation des sols
L'occupation des sols de la commune, telle qu'elle ressort de la base de données européenne d’occupation biophysique des sols Corine Land Cover (CLC), est marquée par l'importance des forêts et milieux semi-naturels (100 % en 2018), une proportion identique à celle de 1990 (100 %). La répartition détaillée en 2018 est la suivante : 
milieux à végétation arbustive et/ou herbacée (62,6 %), forêts (37,4 %). L'évolution de l’occupation des sols de la commune et de ses infrastructures peut être observée sur les différentes représentations cartographiques du territoire : la carte de Cassini (XVIIIe siècle), la carte d'état-major (1820-1866) et les cartes ou photos aériennes de l'IGN pour la période actuelle (1950 à aujourd'hui).

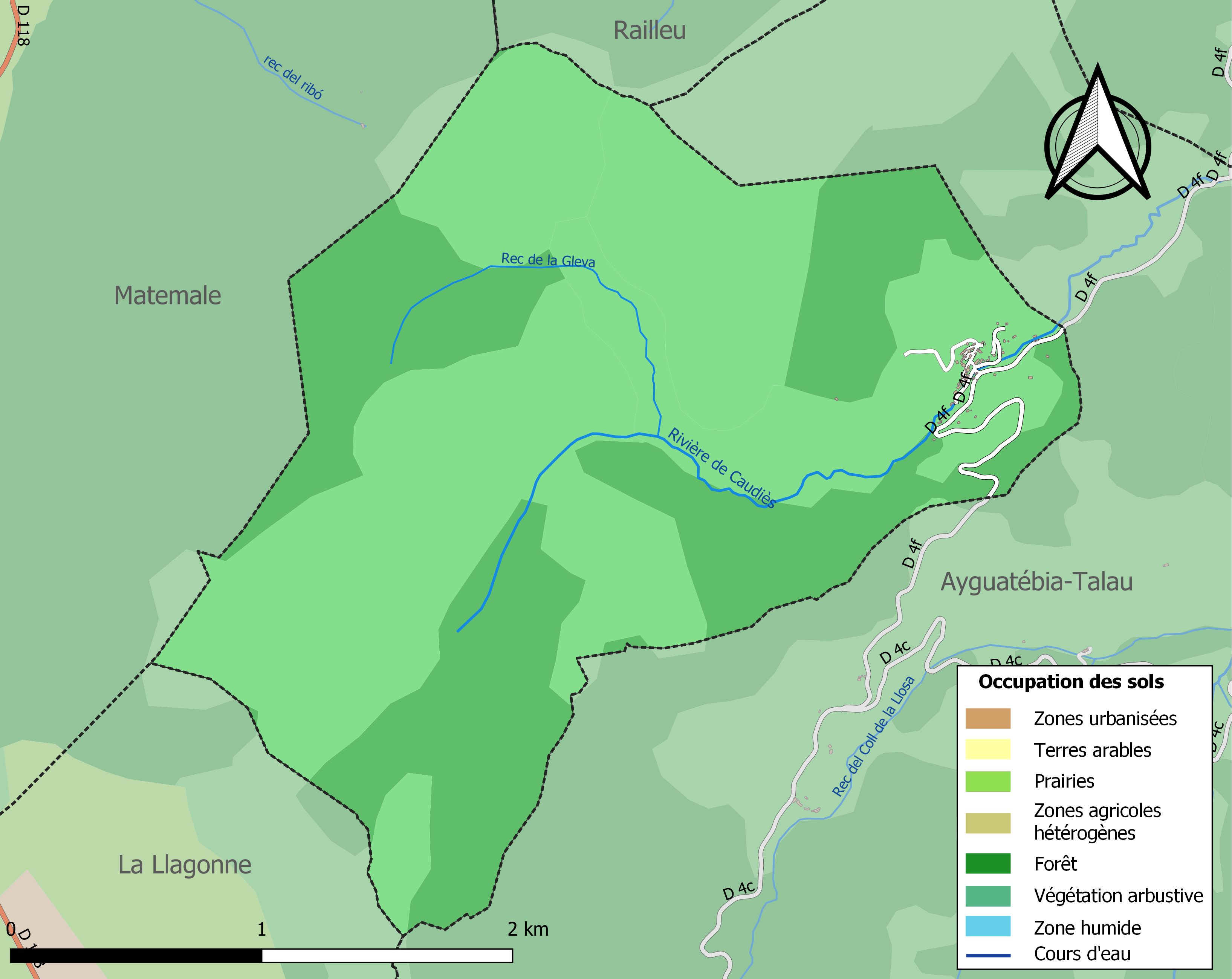
Carte des infrastructures et de l'occupation des sols de la commune en 2018 (CLC).

### Risques majeurs
Le territoire de la commune de Caudiès-de-Conflent est vulnérable à différents aléas naturels : inondations, climatiques (grand froid ou canicule), feux de forêts, mouvements de terrains et séisme (sismicité moyenne). Il est également exposé à un risque particulier, le risque radon,.

#### Risques naturels

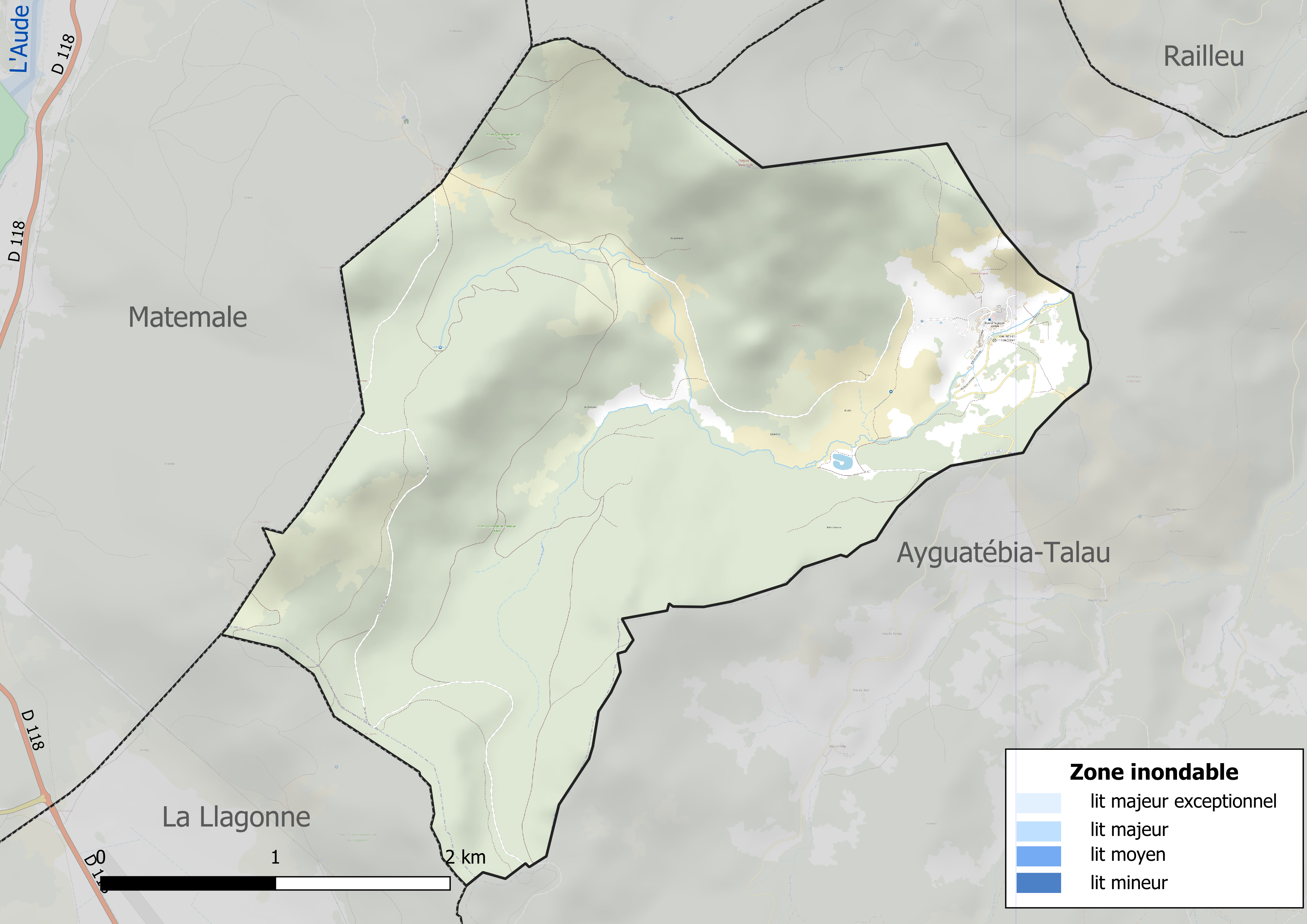
Zones inondables de la commune de Caudiès-de-Conflent.

Certaines parties du territoire communal sont susceptibles d’être affectées par le risque d’inondation par crue torrentielle de cours d'eau du bassin de la Têt.
Les mouvements de terrains susceptibles de se produire sur la commune sont soit des glissements de terrains, soit des chutes de blocs.

#### Risque particulier
Dans plusieurs parties du territoire national, le radon, accumulé dans certains logements ou autres locaux, peut constituer une source significative d’exposition de la population aux rayonnements ionisants. Toutes les communes du département sont concernées par le risque radon à un niveau plus ou moins élevé. Selon la classification de 2018, la commune de Caudiès-de-Conflent est classée en zone 3, à savoir zone à potentiel radon significatif.

## Toponymie
En catalan, le nom de la commune est Caudiers de Conflent.
Le nom de Caudiès-de-Mont-Louis a aussi existé.
Lors de la création des communes en 1790, le nom officiel devient simplement Caudiés. Il redevient Caudiès-de-Conflent en 1982.

## Histoire
La Communauté de communes Capcir Haut-Conflent est créée par arrêté préfectoral du 17 décembre 1997 par les communes de Caudiès-de-Conflent, Fontrabiouse-Espousouille, La Llagonne, Matemale et Réal-Odeillo.

## Politique et administration

### Canton
En 1790, la commune de Caudiès-de-Conflent est intégrée dans le canton d'Olette. Elle en est rapidement détachée pour rejoindre en 1793 le nouveau canton de Mont-Louis, dont elle fait partie jusqu'en 2015,.
À compter des élections départementales de 2015, la commune est incluse dans le nouveau canton des Pyrénées catalanes.

### Administration municipale
En 2020, le conseil municipal est constitué du maire et de six conseillers municipaux. Aucun d'entre eux ne fait partie des seulement sept habitants à l'année de Caudiès-de-Conflent.
Lors des élections municipales de 2020, faute de candidat pour succéder à Frédéric Bes, maire sortant, la préfecture nomme le premier juillet un maire par délégation, en la personne de Jean-Luc Dooms, ancien président du tribunal correctionnel de Perpignan.

### Liste des maires

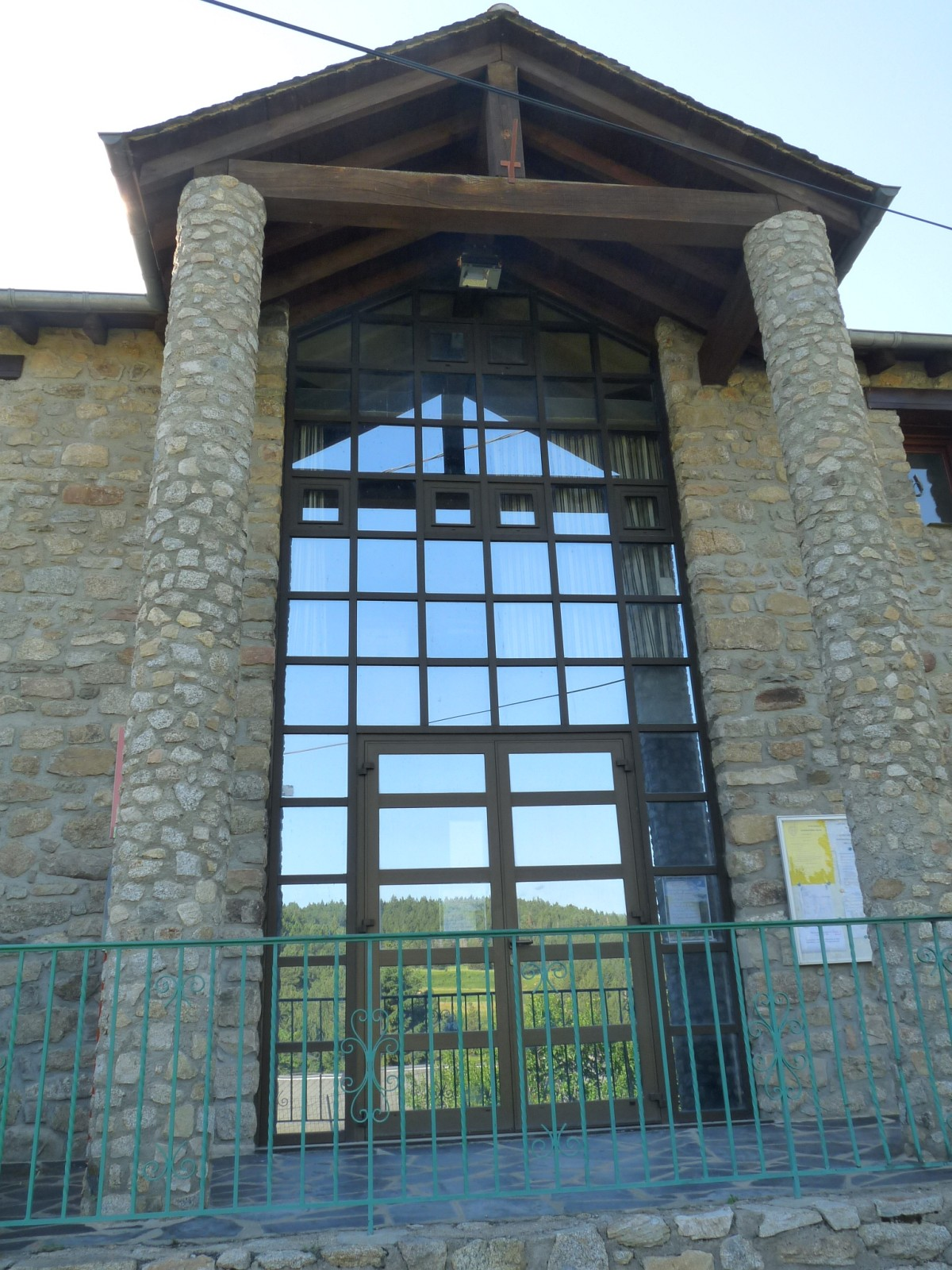
La mairie.

| Période           | Période           | Identité                              | Étiquette | Qualité |
| ----------------- | ----------------- | ------------------------------------- | --------- | ------- |
|                   |                   |                                       |           | ..      |
| 1983              | 1989              | Henri Naudeillo                       | DVG       | ..      |
|                   |                   |                                       |           | ..      |
| 1995              | 2005              | Henri Crouilles                       | DVG       | ..      |
| 2005              | 2014              | Robert Joulia                         | ..        | ..      |
| 2014              | 2016              | Muriel Valdelievre                    |           | ..      |
| 2016              | 1er juillet 2020  | Frédéric Bes                          |           |         |
| 1er juillet 2020  | 26 septembre 2020 | Jean Luc Dooms (Maire par délégation) |           |         |
| 26 septembre 2020 | En cours          | Christian Landrieu                    |           |         |

## Population et société

### Démographie ancienne
La population est exprimée en nombre de feux (f) ou d'habitants (H).
|}
| 1720 | 1767  | 1774  | 1789 |
| ---- | ----- | ----- | ---- |
| 8 f  | 112 H | 112 H | 23 f |

### Enseignement

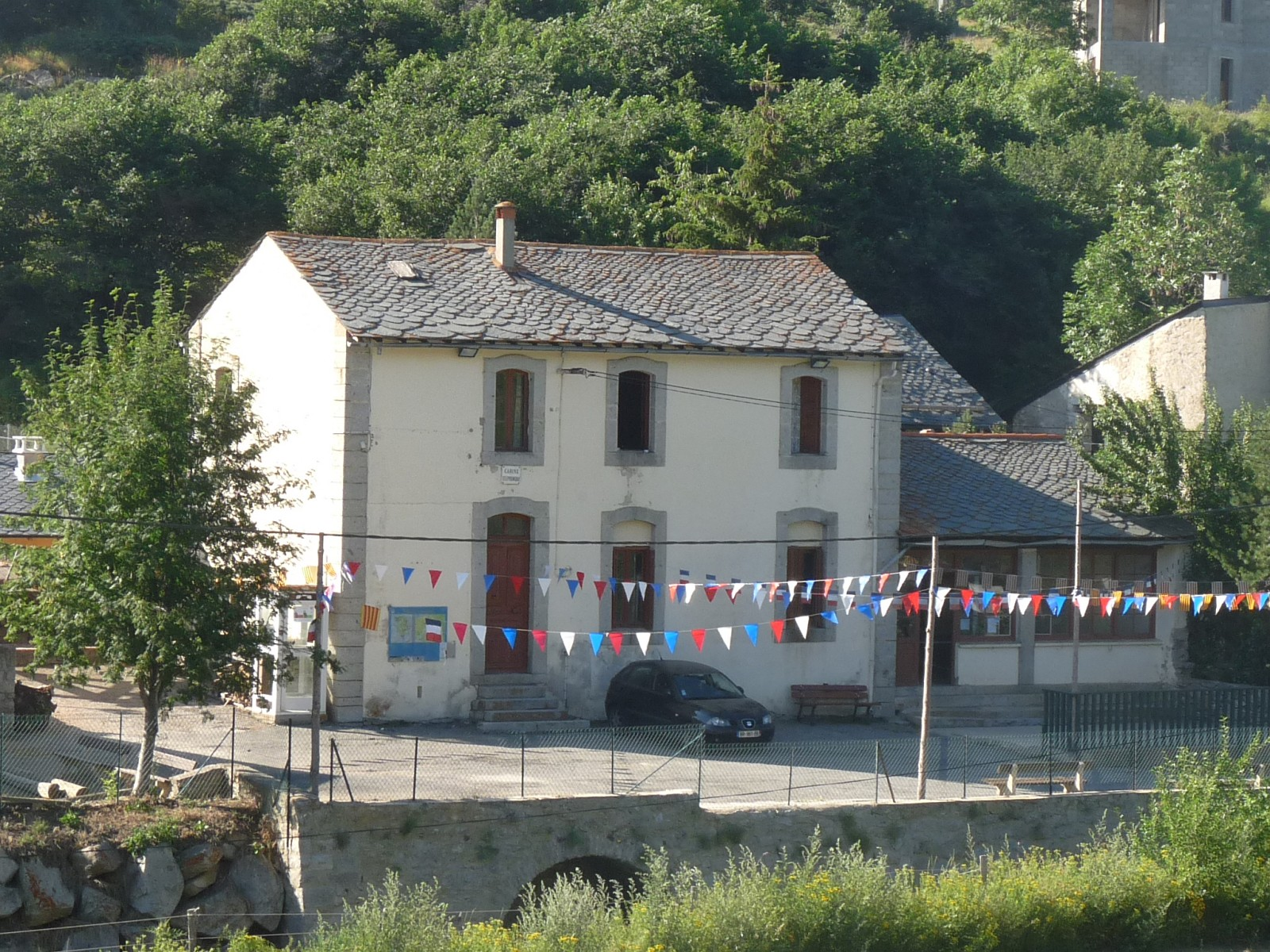
L'ancienne école et salle des fêtes.

### Démographie contemporaine
L'évolution du nombre d'habitants est connue à travers les recensements de la population effectués dans la commune depuis 1793. Pour les communes de moins de 10 000 habitants, une enquête de recensement portant sur toute la population est réalisée tous les cinq ans, les populations de référence des années intermédiaires étant quant à elles estimées par interpolation ou extrapolation. Pour la commune, le premier recensement exhaustif entrant dans le cadre du nouveau dispositif a été réalisé en 2008.

En 2022, la commune comptait 21 habitants, en évolution de +23,53 % par rapport à 2016 (Pyrénées-Orientales : +3,92 %, France hors Mayotte : +2,11 %).
| 1793 | 1800 | 1806 | 1821 | 1831 | 1836 | 1841 | 1846 | 1851 |
| ---- | ---- | ---- | ---- | ---- | ---- | ---- | ---- | ---- |
| 175  | 138  | 143  | 168  | 159  | 153  | 143  | 115  | 137  |

| 1856 | 1861 | 1866 | 1872 | 1876 | 1881 | 1886 | 1891 | 1896 |
| ---- | ---- | ---- | ---- | ---- | ---- | ---- | ---- | ---- |
| 164  | 163  | 203  | 202  | 207  | 135  | 148  | 140  | 120  |

| 1901 | 1906 | 1911 | 1921 | 1926 | 1931 | 1936 | 1946 | 1954 |
| ---- | ---- | ---- | ---- | ---- | ---- | ---- | ---- | ---- |
| 119  | 134  | 113  | 88   | 85   | 78   | 69   | 44   | 22   |

| 1962 | 1968 | 1975 | 1982 | 1990 | 1999 | 2006 | 2008 | 2013 |
| ---- | ---- | ---- | ---- | ---- | ---- | ---- | ---- | ---- |
| 8    | 5    | 6    | 2    | 2    | 6    | 11   | 13   | 16   |

| 2018 | 2022 | - | - | - | - | - | - | - |
| ---- | ---- | - | - | - | - | - | - | - |
| 17   | 21   | - | - | - | - | - | - | - |

| selon la population municipale des années : | 1968 | 1975 | 1982 | 1990 | 1999 | 2006 | 2009 | 2013 |
| Rang de la commune dans le département      | 230  | 216  |      |      | 225  | 225  | 226  | 225  |
| Nombre de communes du département           | 232  | 217  | 220  | 225  | 226  | 226  | 226  | 226  |

### Manifestations culturelles et festivités
- Fête patronale : 26 juillet[46] ;
- Fête communale : 11 novembre[46].

## Économie

### Emploi
|                | 2008   | 2013   | 2018   |
| -------------- | ------ | ------ | ------ |
| Commune        | 0 %    | 0 %    | 0 %    |
| Département    | 10,3 % | 12,9 % | 13,3 % |
| France entière | 8,3 %  | 10 %   | 10 %   |

En 2018, la population âgée de 15 à 64 ans s'élève à 7 personnes, parmi lesquelles on compte 100 % d'actifs (100 % ayant un emploi et 0 % de chômeurs) et 0 % d'inactifs,. Depuis 2008, le taux de chômage communal (au sens du recensement) des 15-64 ans est inférieur à celui de la France et du département.
La commune est hors attraction des villes,. Elle compte 2 emplois en 2018, contre 2 en 2013 et 1 en 2008. Le nombre d'actifs ayant un emploi résidant dans la commune est de 7, soit un indicateur de concentration d'emploi de 28,6 % et un taux d'activité parmi les 15 ans ou plus de 46,7 %.
Sur ces 7 actifs de 15 ans ou plus ayant un emploi, 1 travaillent dans la commune, soit 14 % des habitants. Pour se rendre au travail, 71,4 % des habitants utilisent un véhicule personnel ou de fonction à quatre roues et 28,6 % s'y rendent en deux-roues, à vélo ou à pied.

### Activités
Aucun établissement relevant d’une activité hors champ de l’agriculture n’est implanté  à Caudiès-de-Conflent au 31 décembre 2019.

### Agriculture
Aucune exploitation agricole ayant son siège dans la commune n'est recensée lors du recensement agricole de 2020 (aucune  en 1988),.

## Culture locale et patrimoine

### Monuments et lieux touristiques
- Église Saint-Martin de Caudiès-de-Conflent.